# 麥可·弗里德曼
麥可·弗里德曼（英語：Michael Freedman，1951年4月21日—），美國數學家，主攻龐加萊猜想。他是1986年的菲爾茲獎得主，目前任職於加利福尼亞大學聖塔芭芭拉分校微軟研究院和数学系。
他本科就读于加州大学伯克利分校，而后获得普林斯顿大学的数学博士学位。

## 外部連結
- Michael Freedman: Biography
- Michael H. Freedman, Microsoft Technical Fellow
- 麥可·弗里德曼在數學譜系計畫的資料。